# Burg Daber

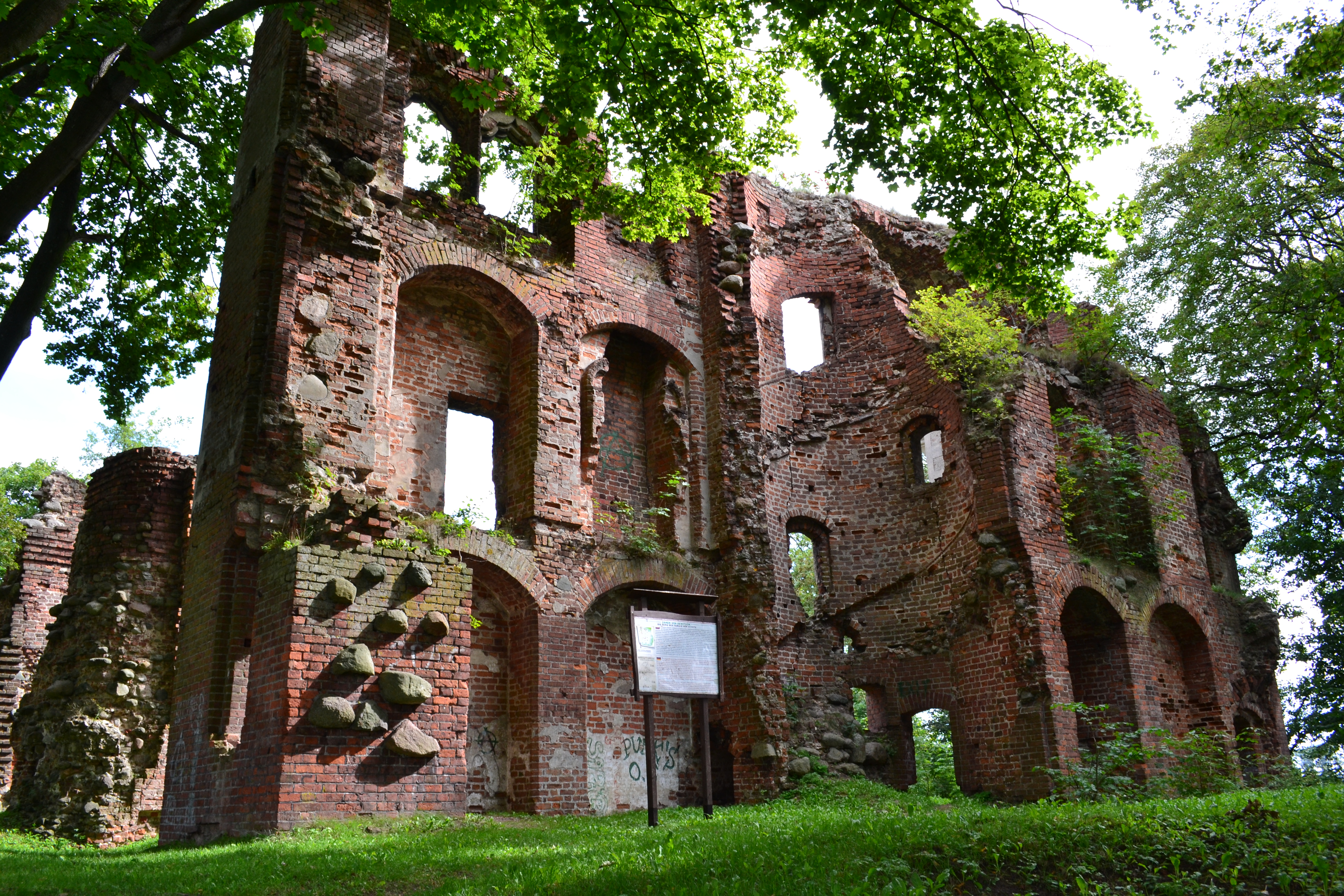
Ruine der Burg Daber

Die Ruine der Burg Daber (auch: Burg Dobra oder Dewitzburg, polnisch Ruiny zamku w Dobrej) liegt nordöstlich der Stadt Dobra (Daber) auf einer 10 m hohen Bodenerhebung.

## Geschichte
Im 12. Jahrhundert befand sich auf einer Halbinsel im Dabersee ein Burgwall, zu dem eine Pfahlbausiedlung gehörte. Die heutige, neue Burg auf dem Festland zwischen den Seen wird 1295 als castrum Doberen genannt. Möglicherweise war die Burg eine Gründung des Templerordens.
Die Abschrift einer Urkunde vom 22. Januar 1364 stellt den ältesten Beleg für die Dewitz in Daber dar. Im späten 14. Jahrhundert entstand vermutlich auch der Kernbau der Burg. In dieser Burg wurde 1491 Jobst von Dewitz geboren, der später als pommerscher Hofrat wesentlichen Anteil an der Einführung der Reformation in Pommern hatte. Jobst ließ auch bis 1538 das neue Haus bauen.
Den Anfang vom Ende des Neuen Hauses kann man in der am 3. Mai 1636 erfolgten Aufteilung des bisher gemeinsamen Besitzes am Schloss Daber unter den Brüdern Bernd, Heinrich und Georg von Dewitz sehen. Dabei wurde das Haus akribisch in drei Teile geteilt, die als gleichwertig erachtet wurden und dennoch Anlass zu zahlreichen Streitigkeiten gaben. Gemeinsam wollten die drei Brüder das "Tohrhaus nebst der alten Küche, die Batri vom alten Thurm", den "Berg vor der langen Brücke", die "Schlosstrille und Gartens umbs Haus und dessen Grunz und Mahle hierumb" behalten. Der teilweise in verschiedene Hände gegebene Bauunterhalt an einzelnen Bauten führte zu Streitigkeiten und letztendlich zum Verfall – das alte Haus soll schon 1646 verfallen gewesen sein. Um Ausbesserung des neuen Hauses wurde erbittert gerungen, doch ohne Erfolg, obwohl sogar das Hofgericht involviert wurde.
1808 verkauften die Dewitz den Besitz und die neuen Eigentümer ließen den Bau teils abtragen. Aber 1859 wurde Geld zum Erhalt der Ruine gestiftet.

## Baubestand
Die Ruine und überlieferte historische Abbildungen bezeugen die Entstehung in der Übergangszeit zwischen Mittelalter und früher Neuzeit. Seine äußere Form – ein blockhafter und hoher Bau – und der Standort am Rande der kleinen Stadt auf den Fundamenten von Vorgängerbauten ähneln einer mittelalterlichen Burg. Die großen repräsentativen Fenster des neuen Hauses belegen hingegen die Errichtung eines modernen Schlossbaus. Der alte Bau blieb offensichtlich weiter bestehen.
Der Bergfried ist der älteste Bauteil. Der nördliche Teil der Ruine stammt aus einer früheren Zeit als der südliche. Im Norden befindet sich die Ruine des Alten Hauses, wo drei zusammenhängende Ruinenteile erhalten sind, im Süden ist vom Neuen Haus, wohl unter Jobst von Dewitz erbaut, eine vollständigen Längswand mit Treppentürmen erhalten. Die Mauern bestehen im Kern aus unbehauenen Findlingen und haben eine schwache Verblendung mit Ziegeln und Putz. Von der Innendekoration bestanden noch um 1900 Reste figürlicher aus Kalkputz herausgearbeiteter Figuren. Die Fensteröffnungen sind mit Schürzenbögen überdeckt, ähnlich wie am Schloss Ueckermünde. Der Grundriss des Bergfrieds beträgt 10 × 10 m bei einer Mauerstärke von 4 m. Der Rest des alten Hauses ist zweigeschossig mit einem auf spätgotischen Rippen kreuzgewölbten Kellergeschoss. In der erhaltenen Wand des neuen Hauses befindet sich eine tiefe triumphbogenartige Nische zum vormaligen Schlosshof.
Koordinaten: 53° 35′ 17″ N, 15° 18′ 35,6″ O